# باشگاه فوتبال مدان
باشگاه فوتبال مدان (انگلیسی: PSMS Medan) یک باشگاه فوتبال از اندونزی است که در شهر مدان استان سوماترای شمالی قرار دارد. این تیم سابقه مقام چهارمی در مسابقات باشگاهی قهرمانی آسیا ۱۹۷۰ و قهرمانی در جام طلایی آقاخان ۱۹۶۷ را دارد.